# Alessandro Riga
Alessandro Riga (Crotone, 16 aprile 1986) è un ballerino italiano.

## Biografia
Intraprende gli studi di danza classica alla scuola di danza "Maria Taglioni" di Crotone dove ebbe come insegnanti: Afrodita Sarieva, prima ballerina del Teatro dell'Opera di Sofia; Zourab Labadze, ballerino e coreografo del Teatro Bol'šoj di Mosca; Eliana Karin e Paulo De Oliveira, entrambi ballerini del Teatro Municipale di Rio de Janeiro.
Nel giugno del 2001 entra nella scuola di danza del Teatro dell'Opera di Roma, dove gli viene assegnata anche una borsa di studio e, nel novembre dello stesso anno, inizia una serie di spettacoli della scuola Giovani Artisti all'Opera in qualità di solista in Le Conservatoire di August Bournonville e Le avventure di Pinocchio di Fabrizio Monteverde. A dicembre viene chiamato da Elisabetta Terabust ad essere primo ballerino nell'opera Morte a Venezia, dove interpreta il ruolo di Tadzio.
Nell'agosto del 2002 riceve un'altra borsa di studio presso l'Instituto Superior de Danza "Alicia Alonso" di Fuenlabrada, in Spagna. A dicembre riceve l'invito di Carla Fracci a diventare primo ballerino, nel ruolo di Ofelia, in Amleto, principe del sogno di Beppe Menegatti e coreografato da Luc Bouy, insieme alla Compagnia del Teatro dell'Opera di Roma.
Nel 2003 è primo ballerino in Paquita di Marius Petipa al Teatro Nazionale di Roma. Al Festival di Todi dello stesso anno interpreta anche Father, Son di Gheorghe Iancu, curatore anche della coreografia, nella versione danzata del musical OVO di Peter Gabriel.
Nel 2004 entra nella Compagnia del Teatro dell'Opera di Dresda, sotto la direzione artistica di Vladimir Derevianko.
Nel 2006 è in scena al Teatro Massimo di Palermo in Orfeo ed Euridice, diretto e coreografato da Luciano Cannito, in Coppélia di Evgenij Poljakov al Maggio Musicale Fiorentino, in Cenerentola di Maria Grazia Garofali all'Arena di Verona, nel ruolo dell'Uccello blu ne La bella addormentata di Derek Deane a Zagabria e nel ruolo di Pulcinella in Pulcinella e Arlecchino di Lucio Dalla e Luciano Cannito al Teatro Comunale di Bologna.
Nel 2007 interpreta il ruolo di James nella Sylphide di August Bournonville a Firenze e Puck nel Sogno di una notte di mezza estate di Francesco Ventriglia a Verona.
Dal 2007 al 2010 è stato più volte ospite al MaggioDanza sotto la direzione artistica di Vladimir Derevianko.
Nel maggio del 2010 recita insieme a Gaia Straccamore ed interpreta il ruolo principale di Celio ne I capricci di Marianna, diretto da Beppe Menegatti, al Teatro Nazionale di Roma. In estate è protagonista in Romeo e Giulietta insieme a Oksana Kučeruk alle Terme di Caracalla.
Nel 2011 interpreta il ruolo di Gesù nello Stabat Mater di Giovanni Battista Pergolesi, diretto e coreografato da Francesco Ventriglia.
Dal 2013 è bailarin principal presso la Compañía Nacional de Danza di Madrid, sotto la direzione di José Carlos Martínez.
Nel 2016 riceve la nomination al premio Benois de la Danse per L'Arlésienne di Roland Petit.